# Teaser (album)
Pour les articles homonymes, voir Teaser.
Albums de Tommy Bolin
Private Eyes
(1976)
Singles
1. The Grind
Sortie : 1975

Teaser est le premier album solo du guitariste et chanteur américain, Tommy Bolin. Il est sorti le 17 novembre 1975 sur le label Nemperor Records/Epic Records.

## Historique

### Prémices de l'album
Après avoir quitté le groupe James Gang en août 1974, Tommy Bolin retourna dans le Colorado pour former un nouveau groupe avec Stanley Sheldon (basse) et Mike Finnigan (claviers et chant) mais le projet fut abandonné après quelques semaines seulement. Bolin et Sheldon s'installèrent alors à Los Angeles où ils participèrent à des sessions avec Dr. John. Tommy enregistre ensuite, en décembre 1974, des parties de guitare pour l'album Mind Transplant du batteur de jazz américain, Alphonse Mouzon.
Durant les premiers mois, Tommy et Stanley commencèrent à jammer et à enregistrer des démos en compagnie du batteur Bob Berge. Atlantic Records proposa alors à Tommy un contrat d'enregistrement, ce dernier voulant réaliser un album comprenant une face avec des chansons et une face avec des titres instrumentaux. Le projet fut abandonné lorsqu' Atlantic demanda de choisir le producteur de l'album, et après avoir signé avec un nouveau manager, Bolin signa en avril avec Nemperor Records que distribuait alors Atlantic Records. Les musiciens pressentis pour jouer sur l'album étaient alors Stanley Sheldon (basse), Jan Hammer (claviers), Mike Finnigan (chant) et Lenny White (batterie). Finnigan et White déclinèrent l'invitation et l'album fut enregistré avec de nombreux amis de Tommy jouant sur différents titres.

### Deep Purple
En juin 1975, un évènement important se produisit dans la vie de Tommy. Deep Purple cherchait désespérément un remplaçant à son guitariste Ritchie Blackmore, et sur les conseils de l'ingénieur du son Robert Simon et les recommandations du chanteur David Coverdale, impressionné par le travail de Tommy sur l'album Spectrum de Billy Cobham, Tommy obtint une audition. Les membres de Deep Purple furent rapidement convaincus et Tommy fut engagé à la fin de l'audition. Tommy fut impressionné par le niveau musical des musiciens de Deep Purple, n'ayant entendu du groupe que leur plus grand hit Smoke on the Water. Deep Purple avec Tommy Bolin commencèrent les répétitions de l'album à venir en juin et début juillet et ils se séparèrent temporairement en juillet. Les deux parties s'étaient entendues sur le fait que Tommy avait son album à enregistrer et c'était là le bon moment.

### Enregistrement
L'enregistrement de cet album commença dès juillet 1975 aux Record Plant Studios de Los Angeles. Quelques enregistrements additionnels furent effectués aux Electric Lady Studios de New-York (en septembre) et aux Studios Trident de Londres (en octobre) où l'album fut aussi mixé. Tommy produisit l'album avec Lee Kiefer à l'exception des titres People, People et Marching Powder qui furent enregistrés et produits par Dennis MacKay. Ces deux titres furent enregistrés au dernier moment à New York pour étoffer l'album. 

### Les musiciens
Le batteur Bobby Berge, qui jouait avec Tommy au sein des groupes Zephyr et Energy, participa aux sessions qui produisirent le titre Lotus. Il travaillait avec Buddy Miles au Record Plant de Los Angeles en même temps que Tommy y enregistrait son album. Il revendiqua plus tard le fait qu'il jouait aussi sur la chanson The Grind sur laquelle était crédité Jeff Porcaro. Porcaro était à ce moment-là un batteur de sessions, il formera le groupe Toto avec David Paich en 1976.
Le bassiste Stanley Sheldon avait rejoint Peter Frampton en 1975 pour la tournée qui donnera l'album en public Frampton Comes Alive et était aux Electric Lady Studios pour mettre une touche finale à cet album. Le travail sur l'album Teaser ayant été relocalisé dans les mêmes studios, il en profita pour enregistrer les parties de basse de six titres.
Jan Hammer, qui avait déjà collaboré avec Tommy sur l'album Spectrum de Billy Cobham, joue des claviers sur les titres Marching Power et People, people et même de la batterie sur ce dernier, remplaçant au pied levé Narada Michael Walden qui était resté coincé dans le trafic le jour de l'enregistrement. Le saxophoniste David Sanborn (The Brecker Brothers) joue aussi sur ces deux titres. Prairie Prince, le batteur du groupe américain The Tubes, joue aussi sur deux titres, Savannah Woman et Wild Dogs.
Lors des enregistrements à Londres, le batteur de Genesis, Phil Collins vint ajouter quelques percussions sur Savannah Woman. Le bassiste de Deep Purple, Glenn Hughes, qui devint rapidement un ami proche de Tommy, chante la dernière partie de Dreamer mais pour des raisons liées à son contrat il ne sera pas crédité sur l'album.

## Réception
Lorsque l'album sortit, il reçut de très bonnes critiques. Cependant, il ne put pas être promu en tournées à cause des nouvelles obligations de Tommy avec Deep Purple, dont l'album Come Taste the Band venait de paraître, ce qui s'en ressentit sur les ventes. Il se classa à la 96e place du Billboard 200 aux États-Unis.

## Liste des titres

### Album original
Album original sorti en vinyle 33 tours en 1975 sous le label Epic, puis ré-édité en CD en 1987.
Face 1
| No | Titre          | Auteur                                        | Durée |
| -- | -------------- | --------------------------------------------- | ----- |
| 1. | The Grind      | Bolin, Stanley Sheldon, John Tesar, Jeff Cook | 3:26  |
| 2. | Homeward Strut | Bolin                                         | 3:55  |
| 3. | Dreamer        | Jeff Cook                                     | 5:08  |
| 4. | Savannah Woman | Bolin, Cook                                   | 2:45  |
| 5. | Teaser         | Bolin, Cook                                   | 4:27  |

Face 2
| No | Titre           | Auteur       | Durée |
| -- | --------------- | ------------ | ----- |
| 6. | People, People  | Bolin        | 4:55  |
| 7. | Marching Powder | Bolin        | 4:14  |
| 8. | Wild Dogs       | Bolin, Tesar | 4:10  |
| 9. | Lotus           | Bolin, Tesar | 3:56  |

### Album Teaser Deluxe
CD sorti en 2011 sous le label Samson Records, composé de prises alternatives, de nouveaux mixes et d'un titre supplémentaire.
| No  | Titre                                | Durée |
| --- | ------------------------------------ | ----- |
| 1.  | The Grind                            | 6:01  |
| 2.  | Homeward Strut                       | 3:55  |
| 3.  | Dreamer                              | 5:20  |
| 4.  | Crazed Fandango                      | 5:04  |
| 5.  | Savannah Woman                       | 3:55  |
| 6.  | Teaser                               | 5:21  |
| 7.  | People, People                       | 6:12  |
| 8.  | Marching Powder                      | 6:39  |
| 9.  | Wild Dogs                            | 13:50 |
| 10. | Lotus                                | 11:29 |
| 11. | Crazed Fandango /Alternative version | 6:15  |

### Album The Ultimate Teaser
Triple CD sorti en 2012 sous le label Samson Records.
CD 1 - Album original remasterisé
| No | Titre           | Auteur                                        | Durée |
| -- | --------------- | --------------------------------------------- | ----- |
| 1. | The Grind       | Bolin, Stanley Sheldon, John Tesar, Jeff Cook | 3:28  |
| 2. | Homeward Strut  | Bolin                                         | 3:57  |
| 3. | Dreamer         | Jeff Cook                                     | 5:09  |
| 4. | Savannah Woman  | Bolin, Cook                                   | 2:47  |
| 5. | Teaser          | Bolin, Cook                                   | 4:26  |
| 6. | People, People  | Bolin                                         | 4:56  |
| 7. | Marching Powder | Bolin                                         | 4:14  |
| 8. | Wild Dogs       | Bolin, Tesar                                  | 4:40  |
| 9. | Lotus           | Bolin, Tesar                                  | 3:56  |

CD 2 - Prises alternatives et bonus
| No | Titre          | Auteur       | Durée |
| -- | -------------- | ------------ | ----- |
| 1. | Teaser         | Bolin, Cook  | 4:44  |
| 2. | Flying Fingers | Bolin        | 16:03 |
| 3. | Cookoo         | Bolin        | 6:13  |
| 4. | Wild Dogs      | Bolin, Tesar | 13:50 |
| 5. | Chameleon      | Bolin        | 7:31  |

CD 3 - Prises alternatives et bonus
| No | Titre                               | Auteur | Durée |
| -- | ----------------------------------- | ------ | ----- |
| 1. | Crazed Fandango                     | Bolin  | 5:05  |
| 2. | People, People                      | Bolin  | 6:08  |
| 3. | Smooth Fandango                     | Bolin  | 6:13  |
| 4. | Marching Powder                     | Bolin  | 6:38  |
| 5. | Homeward Strut                      | Bolin  | 3:56  |
| 6. | Oriental Sky (Lotus) - Instrumental | Bolin  | 11:24 |

## Musiciens
- Tommy Bolin : chant, guitare, piano, synthétiseur
- Stanley Sheldon : basse (titres 1, 2, 3, 5, 6 & 7)
- Paul Stallworth : basse (titres 4, 8 & 9)
- Jeff Porcaro : batterie (titres 2, 3 & 5)
- Prairie Prince : batterie (titres 4 & 8)
- Narada Michael Walden : batterie (titre 7)
- Bobby Berge : batterie (titre 1 & 9)
- David Foster : claviers (titres 1, 2 & 3)
- Jan Hammer : claviers (titres 6 & 7), batterie (titre 6)
- Ron Fransen : piano (titre 9)
- Phil Collins : percussions (titre 4)
- Sammy Figueroa : percussions (titres 6 & 7)
- Rafael Cruz : percussions (titres 6 & 7)
- David Sanborn : saxophone (titres 6 & 7)
- Glenn Hugues : chœurs (titre 3) non crédité
- Tommy Bolin, Dave Brown & Lee Kiefer : chœurs (titre 1)

## Charts
| Pays       | Durée du classement | Meilleur classement |
| ---------- | ------------------- | ------------------- |
| États-Unis | 14 semaines         | 96e                 |

## Note
Le groupe de hard rock américain Mötley Crüe reprendra la chanson Teaser sur l'album de la Fondation "Make a Difference" intitulé Stairway to Heaven / Highway to Hell et sur sa compilation Decade of Decadence paru en 1991.